# 克爾皮內特鄉
46°27′N 22°29′E / 46.450°N 22.483°E
克爾皮內特鄉（羅馬尼亞語：Comuna Cărpinet, Bihor），是羅馬尼亞的鄉份，位於該國西北部，由比霍爾縣負責管轄，面積69平方公里，海拔高度401米，2007年人口2,090，人口密度每平方公里30人。